# 李松蓢站
李松蓢站是一个位于中国广东省深圳市的地铁车站，是深圳地铁13号线北延的终点站。此站未来将会乘换深圳地铁26号线和东莞地铁5号线，车站在已预留乘换条件。

## 历史
- 2023年7月，公明北（李松蓢）主体结构顺利完成封顶。[1]
- 2024年4月，根据深圳市规划和自然资源局发布的《深圳市轨道第四期调整工程的站点命名规划》中，李松蓢站被批准。[2]